# Női diszkoszvetés a 2015. évi nyári európai ifjúsági olimpiai fesztiválon
A 2015. évi nyári európai ifjúsági olimpiai fesztiválon az atlétikai versenyszámokat Tbilisziben rendezték. A női diszkoszvetés versenyének selejtezőjére július 28.-án került sor, a döntőt pedig július 31.-én rendezték. 

## Rekordok
A versenyt megelőzően a következő rekordok voltak érvényben:
| Ifjúsági világrekord | Ilke Wyludda (Német Demokratikus Köztársaság) | 65.86 m |
| EYOF rekord          | Daria Pihtchalnikova (Oroszország)            | 53.93 m |

## Selejtező
Az összesített eredmények alapján a legjobb eredménnyel rendelkező 12 atléta jutott a döntőbe.
| H  | Csoport | Név                       | Nemzet              | 1     | 2     | 3     | E     | Mj   |
| -- | ------- | ------------------------- | ------------------- | ----- | ----- | ----- | ----- | ---- |
| 1  | B       | Helena Leveelahti         | Finnország          | 46.34 | -     | -     | 46.34 | Q    |
| 2  | B       | Alexandra Emelianov       | Moldova             | x     | 45.83 | -     | 45.83 | Q    |
| 3  | B       | Agnieszka Katarzyna Kulak | Lengyelország       | 45.53 | -     | -     | 45.53 | Q PB |
| 4  | B       | Mediha Salkić             | Bosznia-Hercegovina | 44.97 | -     | -     | 44.97 | Q PB |
| 5  | A       | Dara Obot                 | Hollandia           | 44.54 | -     | -     | 44.54 | Q    |
| 6  | B       | Anne Pheulpin             | Franciaország       | 43.59 | 38.68 | x     | 43.59 | q    |
| 7  | A       | Agnė Jonkutė              | Litvánia            | 42.97 | 42.31 | 40.98 | 42.97 | q    |
| 8  | B       | Marija Tolj               | Horvátország        | 42.73 | 40.78 | 39.92 | 42.73 | q    |
| 9  | A       | Elena Varriale            | Olaszország         | 41.43 | 41.67 | 42.53 | 42.53 | q    |
| 10 | A       | Alesia Sakalovich         | Fehéroroszország    | 36.77 | 41.25 | 42.53 | 42.53 | q    |
| 11 | A       | Takács Dóra               | Magyarország        | 40.11 | 40.81 | 40.76 | 40.81 | q    |
| 12 | A       | Polina Sokolova           | Oroszország         | 40.45 | 39.99 | 40.55 | 40.55 | q    |
| 13 | A       | Elīza Puķāne              | Lettország          | x     | 40.42 | 38.58 | 40.42 |      |
| 14 | B       | Amelie Döbler             | Németország         | 39.49 | 40.36 | 39.28 | 40.36 |      |
| 15 | A       | Ioana Diana Tiganasu      | Románia             | 37.55 | x     | 39.44 | 39.44 |      |
| 16 | B       | Emilie Lucie Dodrimont    | Belgium             | 39.22 | 39.40 | 39.36 | 39.40 |      |
| 17 | B       | Estel Valeanu             | Izrael              | 35.22 | x     | 38.20 | 38.20 |      |
| 18 | A       | Micaela Da Cunha Sereno   | Portugália          | 35.09 | x     | x     | 35.09 |      |

## Döntő
| H     | Név                       | Nemzet              | 1     | 2     | 3     | 4     | 5     | 6     | E     | Mj |
| ----- | ------------------------- | ------------------- | ----- | ----- | ----- | ----- | ----- | ----- | ----- | -- |
| Arany | Alexandra Emelianov       | Moldova             | 50.43 | x     | x     | x     | x     | 51.93 | 51.93 | PB |
| Ezüst | Helena Leveelahti         | Finnország          | 45.53 | 45.55 | x     | 46.82 | 48.06 | x     | 48.06 |    |
| Bronz | Dara Obot                 | Hollandia           | 43.47 | 36.28 | 43.68 | 46.30 | x     | x     | 46.30 |    |
| 4     | Agnė Jonkutė              | Litvánia            | 44.24 | 42.22 | 44.53 | 43.54 | x     | 42.35 | 44.53 |    |
| 5     | Mediha Salkić             | Bosznia-Hercegovina | 44.08 | 44.20 | 43.19 | x     | 42.13 | 42.49 | 44.20 |    |
| 6     | Marija Tolj               | Horvátország        | x     | 40.64 | 42.62 | 43.79 | 41.64 | x     | 43.79 |    |
| 7     | Alesia Sakalovich         | Fehéroroszország    | 38.76 | 42.73 | x     | 42.09 | x     | 40.66 | 42.73 |    |
| 8     | Agnieszka Katarzyna Kulak | Lengyelország       | 37.77 | 41.28 | 41.72 | 41.47 | x     | 39.20 | 41.72 |    |
| 9     | Anne Pheulpin             | Franciaország       | 41.16 | 39.15 | x     |       |       |       | 41.16 |    |
| 10    | Elena Varriale            | Olaszország         | 39.89 | 40.96 | x     |       |       |       | 40.96 |    |
| 11    | Takács Dóra               | Magyarország        | x     | 39.65 | 35.47 |       |       |       | 39.65 |    |
| -     | Polina Sokolova           | Oroszország         | x     | x     | x     |       |       |       |       | NM |